# بوتيلييرا دستي
بوتيلييرا دستي (بالإيطالية: Buttigliera d'Asti)‏ هي بلدة وبلدية في مقاطعة أستي في إقليم بييمونتي في جنوب إيطاليا.

## السكان
في سنة 1861 بلغ عدد السكان 2٬699 نسمة، وتطور العدد ليصل في سنة 2011 لـ 2٬552 نسمة.
يظهر هذا المخطط البياني تطور النمو السكاني لـ بوتيلييرا دستي